# Vereinigung der Prüfstellen für angriffshemmende Materialien und Konstruktionen

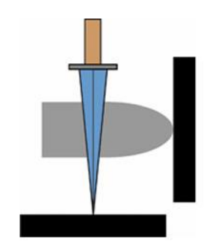
Logo von VPAM

Die Vereinigung der Prüfstellen für angriffshemmende Materialien und Konstruktionen (VPAM) ist eine Organisation, deren Hauptaufgaben in Forschung, Prüfung und Entwicklung von beschusshemmenden Materialien liegt.

## Geschichte
Gegründet wurde die VPAM 1999 als gemeinsame Organisation amtlicher, ziviler und militärischer Prüfstellen aus fünf europäischen Staaten, die durchschuss- und angriffhemmende Schutzausrüstungen prüfen und zertifizieren. Beat P. Kneubuehl war maßgeblich an der Gründung beteiligt. Bis 2018 wurden zahlreiche Publikationen und Richtlinien zu Schutzwaffen und -ausrüstung von Behörden veröffentlicht.

## Mitgliedsorganisationen
Die VPAM verzeichnete per Juni 2018 folgende Mitgliedsorganisationen:
- in Belgien:
  - Königliche Militärakademie auch „RMA Ecole royale militaire, Chaire Système d'arme et balistique“, Brüssel
- in Deutschland:
  - Beschussamt von Mellrichstadt
  - Beschussamt von München
  - Beschussamt von Ulm
  - Deutsche Hochschule der Polizei in Münster
  - „WIWeB Wehrwissenschaftliches Institut für Werk- und Betriebsstoffe“ in Erding
- in den Niederlanden:
  - „TNO Defence, Security and Safety“, Rijswijk
- in Österreich:
  - „Amt für Rüstung und Wehrtechnik“, Felixdorf
  - Beschussamt von Wien
  - „Höhere Technische Bundeslehr- und Versuchsanstalt Ferlach“ Ferlach
- in der Schweiz:
  - Armasuisse in Thun
  - „Forensisches Institut (FOR) Unfälle/Technik“ in Zürich